# Svenska grundlagsreformen 2010
Svenska grundlagsreformen 2010 var en ändring av Sveriges grundlag som stiftades genom beslut före och efter riksdagsvalet i Sverige 2010 och trädde i kraft 1 januari 2011. Grundlagsutredningen låg till grund för reformen. Med grundlagen tidigarelades den svenska valdagen med en vecka från 2014.
Något som är anmärkningsvärt med denna grundlagsreform är att det skedde en närmast total revision av regeringsformen utan att detta uppmärksammades i något större omfattning i medierna. Huvuddelen av paragraferna ändrades, om än mest redaktionellt, som exempelvis att skrivningarna gjordes helt könsneutrala. Enbart den första paragrafen från 1974 återstod helt oförändrad. Eftersom grunddragen i den gamla grundlagen inte ändrades kallas regeringsformen fortfarande 1974 års regeringsform, snarare än "2010 års regeringsform" vilket hade varit möjligt.
Bland annat ströks uppenbarhetsrekvisitet. Nu heter det istället att domstolarna ska beakta folksuveräniteten.
Sverigedemokraterna, som då nyligen hade kommit in i riksdagen, röstade mot andra läsningen av grundlagsreformen, med anledning av skrivningar om mångkultur i regeringsformen samt att ändringarna skulle göra det svårare för Sverige att lämna Europeiska unionen.